# Denis Špoljarić
Denis Špoljarić, né le 20 août 1979 à Zagreb, est un handballeur croate. Il est notamment champion du monde en 2003 et champion olympique en 2004 à Athènes.

## Palmarès

### Club
Compétitions nationales
- Championnat de Croatie (12) : 1997, 1998, 1999, 2000, 2001, 2003, 2004, 2005, 2006, 2008, 2009, 2010
- Vainqueur de la Coupe de Croatie (11) : 1997, 1998, 1999, 2000, 2003, 2004, 2005, 2006, 2008, 2009, 2010
- Championnat de Suisse (1) : 2002
- Championnat de Slovénie (1) : 2007
- Vainqueur de la Coupe d'Allemagne (1) : 2014

### Sélection nationale
Jeux olympiques
- Médaille d'or aux Jeux olympiques de 2004 à Athènes,  Grèce

Championnats du monde
- Médaille d'or au Championnat du monde 2003,  Portugal
- Médaille d'argent au Championnat du monde 2005,  Tunisie
- 5e place au Championnat du monde 2007,  Allemagne
- Médaille d'argent au Championnat du Monde 2009,  Croatie

Championnats d'Europe
- Médaille d'argent au Championnat d'Europe 2008,  Norvège